# Labyrintafdichting

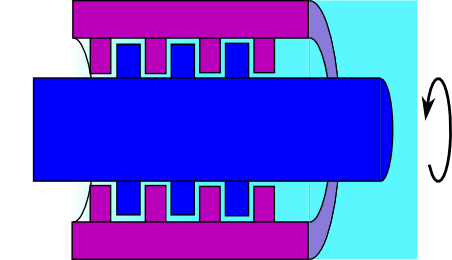
Labyrintafdichting

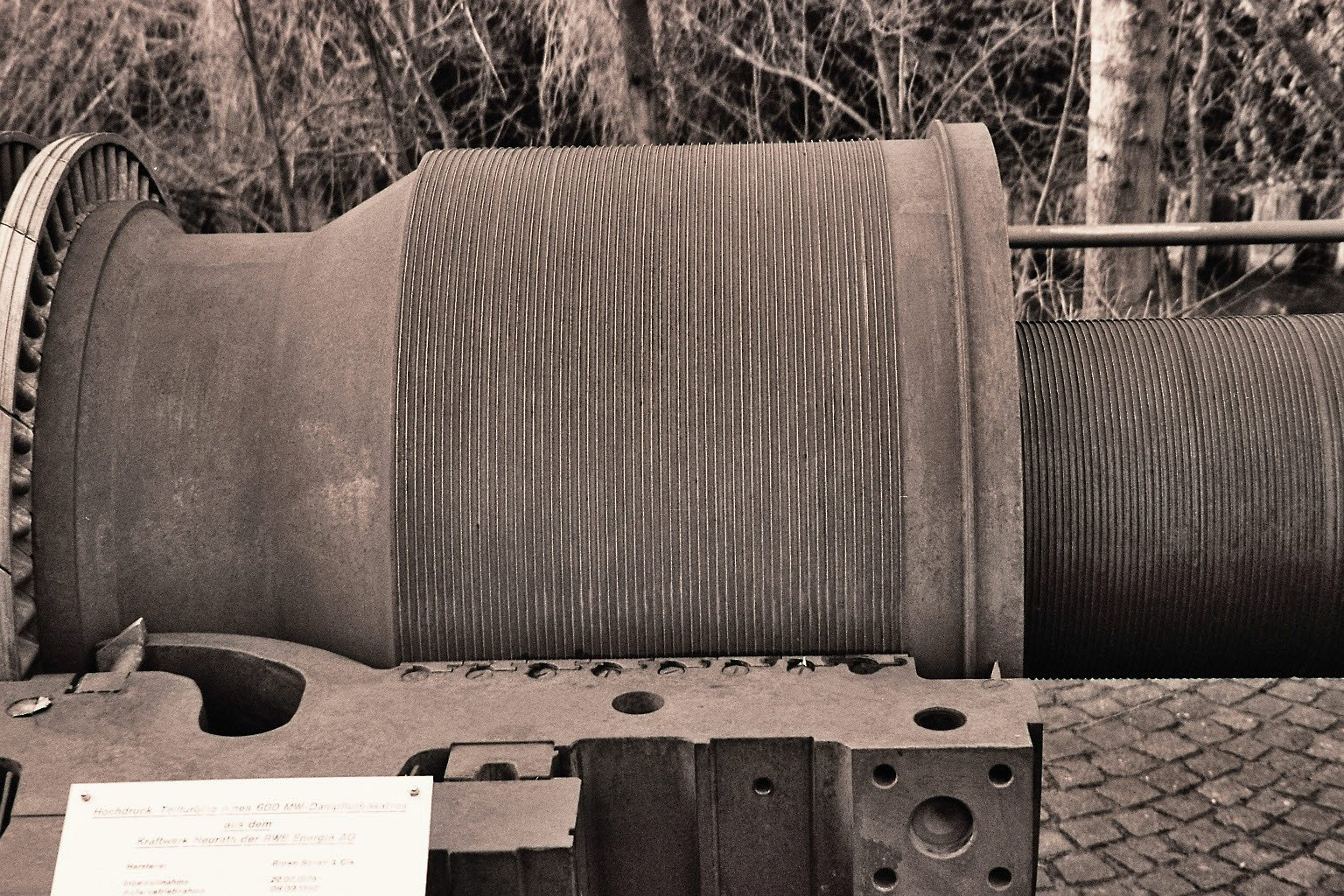
Labyrintafdichting van een stoomturbine

Een labyrintafdichting is een asafdichting waarbij de dichting tussen de rotor en de stator gevormd wordt door een labyrint dat de uitstroming van het fluïdum langs de as belemmert. Een labyrintafdichting wordt veel gebruikt in stoomturbines.
Een labyrintafdichting is samengesteld uit vele rechte draden, hierdoor moet de vloeistof of het gas een lange en moeilijke weg afleggen om te ontsnappen. Soms bestaan er 'draden' op het buiten- en binnengedeelte. Deze zorgen voor de lange weg om de lekkage te vertragen. Voor labyrintafdichtingen op een roterende schacht, moet een zeer kleine speling tussen de uiteinden van de labyrintdraden en de draaiende oppervlakte bestaan.
Labyrintafdichtingen op roterende schachten dichten af door de centrifugale beweging, evenals door de vorming van gecontroleerde vortices. Bij hogere snelheden dwingt de centrifugale beweging de vloeistof naar buiten. Iedere vloeistof die aan de hoofdkamer ontsnapt, wordt gevangen in een labyrintkamer, waar deze wordt gedwongen in een vortexachtige beweging. Dit vermindert het lekken, en verhindert de intrede van andere vloeistoffen. Deze labytintafdichtingen verslijten niet omdat ze contactloos zijn.
Turbines gebruiken labyrintafdichtingen omwille van het wrijvingsloze principe, dat voor hoge rotatiesnelheden noodzakelijk is.
Labyrintafdichtingen worden ook toegepast op zuigers van verbrandingsmotoren en worden dan segmenten genoemd. Deze zorgen voor de opslag van olie en de  afdichting van de verbrandingsgassen. In deze toepassing is het de lange moeilijke weg en de vorming van gecontroleerde vloeistofwervels plus een beperkt contact dat zorgt voor de afdichting.